# Sibylle de Bavière
Sibylle de Bavière (16 juin 1489 - 18 avril 1519 à Heidelberg) était une membre de la Maison de Wittelsbach et une princesse de Bavière-Munich et par le mariage électrice consort palatine.

## Biographie
Sibylle était la fille du duc Albert IV de Bavière (1447-1508) de son mariage avec Cunégonde d'Autriche (1465-1520), fille de l'empereur Frédéric III. Elle a épousé le 23 février 1511 à Heidelberg l'électeur palatin Louis V du Palatinat (1478-1544). Le couple n'avait pas d'enfants.
Louis avait déjà été fiancé avec la sœur aînée de Sibylle, Sidonie, mais elle était morte avant d'avoir pu se marier, à peine âgée de 17 ans. Le mariage a été le point de départ de la détente des relations entre la Bavière et le Palatinat, qui ont été durement touchés par la guerre de Succession de Landshut. Les relations entre le Palatinat et l'empereur Maximilien Ier, l'oncle de Sibylle se sont également améliorées et Louis est devenu plus proche sur le plan politique.
Sibylle est morte en 1519, et a été enterrée dans l'église du Saint-Esprit de Heidelberg. Pendant un moment, l'héritage de Sibylle a été revendiqué par son frère Ernest. Cette demande a été rejetée par son époux et son frère Guillaume IV de Bavière. À la place, Ernest s'est vu promettre un haut poste ecclésiastique.